# ジュルジュ
ジュルジュ（ルーマニア語:Giurgiu、ブルガリア語：Giurgevo(Гюргево), トルコ語:イェルギョユYergöğü）はルーマニア南部、ムンテニア地方（ワラキア平原地方）の都市。ジュルジュ県の県都である。
ブルガリアとの国境になっているドナウ川をはさんで対岸にはブルガリアの都市ルセがあり、両者はジュルジュ＝ルセ友好記念橋で結ばれている。

## 地理
ジュルジュは首都ブカレストの南65キロメートル、ルーマニアの南の端のブルガリアとの国境地点である、ドナウ川左岸の沼の多い地帯に位置している。ドナウ川の中の3つの中州も市域に含まれ、そのうち最大のものは市の港であるスマルダ（Smarda）の護岸の一部となっている。
市はブルナズ平野に広がっており、ドナウ川氾濫原の中と同じく砂の多い地質の場所であるが、北の平原はトウモロコシの生産が盛んである。

## 歴史
紀元前1世紀のダキア時代には人が集団居住しており、ブレビスタ（Burebista）の王国の首都（位置は大体アルジェシュ川近辺のポペシュティと推定されている）がおかれていたことが考古学的調査より明らかになっている。ローマ帝国の時代には、ローマ皇帝ユスティニアヌス1世によってテオドラポリスと呼ばれる都市が建設された。

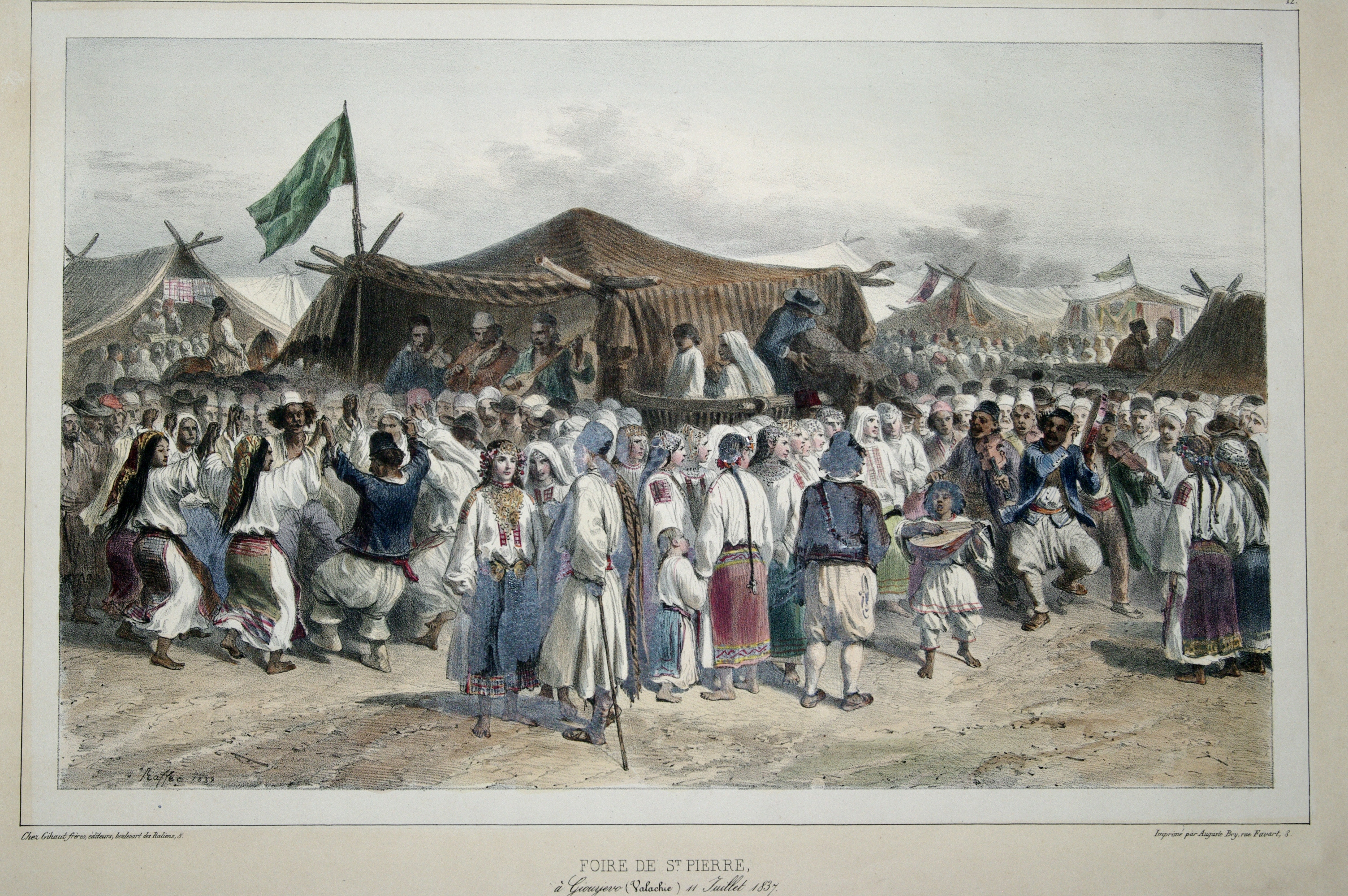
1837年のジュルジュ

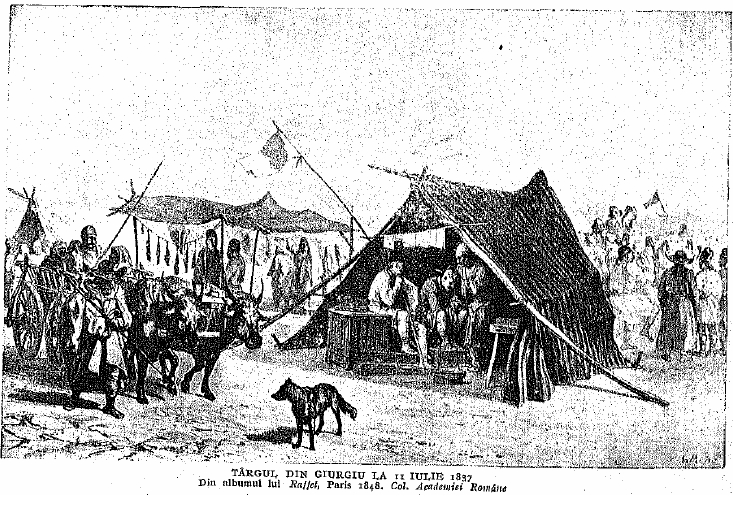
1848年のジュルジュ

現代まで普及しているジュルジュの街の設立についての仮説は、ジェノヴァの商人によってドナウ川の港として設立されたというものである。彼らが銀行を開き、絹やビロード製品を売買し、そしてジェノヴァの守護聖人ゲオルギウスにちなんで街を命名したとされている。この説は14世紀に現れ、広く流布しているが、後に専門家たちによって否定されており、今日、まだ有効な仮説は立てられていない。
ジュルジュの要塞に関する言及が最初に見られる文書は、15世紀のCodex Latinus Parisinusである。「荒れ果てた場所」という記述は、1394年のミルチャ老公に対するオスマン軍の戦いのときの要塞の破壊を示唆している。1420年、ドナウ川交易を支配したいオスマン帝国によって征服され、イェルギョユ（トルコ語:Yergöğü）と名づけられた。交易の重要拠点であったジュルジュはしばしば戦争に巻き込まれ、特に対オスマン戦争を率いたワラキア・トランシルヴァニア、モルダヴィアのミハイ勇敢公（en:Michael the Brave）の時代と、一連の露土戦争の時代には大規模であった。街は1659年に徹底的に焼き払われた。
1829年、橋で岸と結ばれたスロボジア島に置かれた、ただ一つだけ残っていた城の石壁と要塞が完全に破壊された。
ルーマニア王国の最初の鉄道路線はブカレストとジュルジュの間に建設され、ジュルジュの駅は1869年11月1日に開業した。共産主義政権の樹立までは、町はヴラシュカ県（ro:Vlaşca）の県庁所在地だった。
共産党政権支配下の1952年-1954年にかけて、ジュルジュ＝ルセ友好記念橋が建設され、以降ドナウ川を渡って南に隣接するブルガリアとの唯一の交通拠点となっている。1968年2月17日に都市（ムニチピウ）の公布がされた。

## 人口
ジュルジュの1900年の人口は1万3977人、1930年には3万348人であった。
2002年の調査では、6万9345人が在住している。民族の内訳は以下の通り。
ルーマニア人:66,241人、マジャル人:40人、ロマ:2,964人、ウクライナ人:1人、ドイツ人:12人、リポヴァン人:6人、トルコ人:12人、タタール人:2人、スラブ人:3人、ブルガリア人:3人、ギリシャ人:7人、ユダヤ人:1人、イタリア人:7人、アルメニア人:2人、その他の少数民族:13人、出自不明:31人、合計:69,345人

## 経済
ジュルジュの産業は、農業、工業、商業と多岐にわたっている。代表的な産業は、食品産業、飲料、たばこ、石油と天然ガスの採掘、染織工業と既製服製造などである。また、材木やコムギ、塩、石油などを出荷し、石炭、鋼鉄、繊維などを輸入している。
1996年、政府の条例により、自治公社が運営する163.54ヘクタールの面積を持つ国際貿易促進のための施設「ジュルジュフリーゾーン」（Zona Liberă Giurgiu、英：Giurgiu Free Zone）がジュルジュ市の南東部に作られた。運営は2004年1月6日から商社に変わった。
フリーゾーンの設立は、経済的活動の発展に新しい可能性を作り出している。

## スポーツ
- FCアストラ - サッカークラブチーム。2012年にプロイェシュティから移転。